# Dødfødsel
Dødfødsel betegner en baby der er død ved fødsel. Indtil 22. svangerskabsuge bliver en dødfødsel betegnet som en spontan abort. Efter den 22. svangerskabsuge som en dødsfødsel. Indtil år 2004 blev grænsen for spontan abort og (dødfødt) fødsel sat ved den 28. svangerskabsuge. Den administrative forskel mellem aborterede og dødfødte babyer, er at dødfødte babyer indgår i fødselsstatistikken, gives et navn, får udstedt dødsattest og begraves.
Dødfødsler var i ældre tid et alvorligt problem: af begravelser indført i Vonsild kirkebog 1685-1708 udgjorde hele 4% begravelser af dødfødte. Gustav Bang fandt ved sine kirkebogsstudier andelen 4,8% for det 17. århundrede, lidt højere for første halvdel af det 18. århundrede, over 4% for begyndelsen af det 19. århundrede, men 2,4% for årene 1896-1900.